# Comtat de Võru
 Võru  (en estonià  Võru maa) és un dels comtats en què es divideix Estònia. La seva capital és Võru. Segons cens de 2025 compta amb una població de 33.728 habitants distribuïts en una superfície de 2,773 km2.

## Govern local
El govern del comtat (en estonià Maakonnavalitsus) és dirigit per un governador o maavanem, que és nomenat pel govern d'Estònia per un període de cinc anys. Des del 2005 el governador és Ülo Tulik.

## Municipis
El comtat se subdivideix en municipis. Hi ha un municipi urbà (o linnad, "ciutats") i 12 de rurals (o vallad, "comuns") al comtat de Võru.
Municipi urbà:
- Võru

Municipis rurals:
- Antsla
- Haanja
- Lasva
- Meremäe
- Misso
- Mõniste
- Rõuge
- Sõmerpalu
- Urvaste
- Varstu
- Vastseliina
- Võru